# South African Broadcasting Corporation
SABC (South African Broadcasting Corporation, Suid-Afrikaanse Uitsaaikorporasie) — южноафриканская общественная телерадиокомпания.

## История

### Запуск радиовещания (1927 — 1976)
Создана в 1927 году как ABC (African Broadcasting Company — "Африканская радиовещательная компания") путём объединения частных корпораций. В 1936 году национализирована и получила современное название, все южноафриканские радиостанции были объединены в две - SABC English Service и SABC Afrikaans Service. В 1965 году SABC на ультракоротких волнах запустил радиостанцию Radio Good Hope на английском и африкаансе. В этот же период были запущен ряд радиостанций на языках коренных народов Южной Африки: 1960 году радиостанцию на сесото Lesedi FM, радиостанцию северном сото Thobela FM, радиостанцию на коса Umhlobo Wenene FM и радиостанцию на зулу - Radio Zulu (ныне Ukhozi FM), в 1962 году - Radio Tswana (ныне Motsweding FM), в 1965 году радиостанцию на тсонга - Radio Tsonga (Munghana Lonene FM) и радиостанцию на венда - Radio Venda (ныне — Phalaphala FM). 1 мая 1966 года SABC на коротких волнах запустила радиостанцию The Voice of South Africa (с 1992 года - Channel Africa). 13 октября 1975 году SABC запустила радиостанцию SABC Radio 5 (ныне — 5FM).

### Запуск телевидения (с 1976)
В 1976 году SABC запустила телеканал SABC TV (на английском и африкаансе), в 1982 году SABC TV2 (на зулу и коса) и SABC TV3 (на сесото и тсвана), SABC TV был переименован в SABC TV1. В 1982 году SABC запустила радиостанцию на свати — Ligwalagwala FM. В 1983 году SABC запустила радиостанцию на ндебеле - IKwekwezi FM и радиостанцию для южноафриканских индусов Lotus FM. В 1985 году SABC запустила телеканал SABC TV4. В том же году радиостанции были переименованы в Radio South Africa, Radio Suid-Afrika. В 1986 году SABC запустила радиостанции Metro FM и Radio 2000. В 1992 году SABC TV2 и SABC TV3 были объединены в телеканал CCV TV (Contemporary Community Values), SABC TV4 в TopSport Surplus. В 1996 году телеканалы были переименованы в SABC 1, SABC 2 и SABC 3, радиостанции - SAfm и Radio Sonder Grense. В 2000 году SABC запустила радиостанцию на жу X-K FM 107.9, в 2008 году - радиостанцию на коса Tru fm.

## Телеканалы и радиостанции

### Основные телеканалы
- SABC 1
- SABC 2
- SABC 3

Доступны через эфирное (цифровое (DVB-T) на ДМВ, раннее — аналоговое (PAL) на МВ и ДМВ), кабельное, спутниковое телевидение и Интернет.

### Основные радиостанции
- SAfm — общая на английском
- Radio Sonder Grense — общая на африкаансе
- Good Hope FM - развлекательная на английском и африкаансе
- Metro FM - музыкальная на английском
- 5FM — молодёжная на английском
- Radio 2000 - музыкальная английском
- Lotus FM — радиостанция для южноафриканских индусов
- Umhlobo Wenene FM — общая на коса

Доступны через эфирное радиовещание (аналоговое на УКВ (УКВ CCIR) ранее SAfm и Radio Sonder Grense на СВ) (в большинстве населённых пунктов), эфирное (цифровое (DVB-T) на ДМВ), кабельное, спутниковое телевидение и Интернет.

### Региональные радиостанции
- Motsweding FM - радиостанция на тсвана
- IKwekwezi FM — общая на ндебеле
- Lesedi FM — общая на сесото
- Ligwalagwala FM — общая на свати
- Munghana Lonene FM — общая на тсонга
- Phalaphala FM — общая на венда
- Thobela FM — общая на северном сото
- Tru fm — общая на коса
- Ukhozi FM — общая на зулу
- X-K FM 107.9 — общая на жу

Доступны через эфирное радиовещание (аналоговое на УКВ (УКВ CCIR) (в отдельных регионах), эфирное (цифровое (DVB-T) на ДМВ), кабельное, спутниковое телевидение и Интернет.

### Международные радиостанции
- Channel Africa

Доступна через спутниковое телевидение и Интернет, ранее через эфирное радиовещание (аналоговое на КВ).

### Мультимедиа
- сайт sabc.co.za

## Управление и финансирование
Является единственным общественным вещателем ЮАР. Управляется советом директоров. Финансируется за счёт отчислений из государственной казны. Вещает из Йоханнесбурга. Является ассоциированным членом EBU.